# (15760) Albion

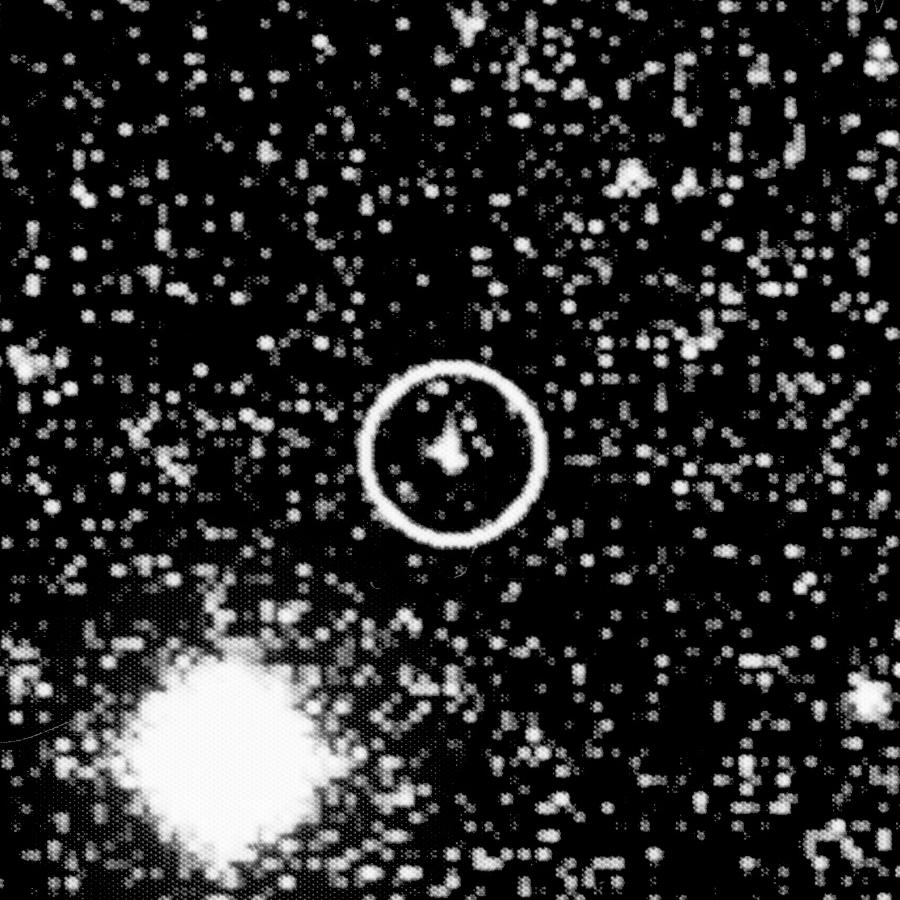

(15760) Albion (al que pretendieron denominar «Smiley») fue el primer objeto transneptuniano en ser descubierto después de Plutón y Caronte. Fue descubierto en 1992 y luego clasificado como cubewano, un objeto en el cinturón de Kuiper. De hecho este asteroide dio origen a la familia de los cubewanos; en efecto, Q-B-1 en inglés se pronuncia /kju:bi wʌn/.
(15760) 1992 QB1 fue descubierto por David C. Jewitt y Jane X. Luu desde el observatorio Mauna Kea, Hawái. Los descubridores sugirieron el nombre para este asteroide, pero como ya existía el asteroide (1613) Smiley con un nombre similar (puesto en honor de un astrónomo norteamericano), ese nombre no pudo ser usado, de modo que se solía referir a él simplemente como QB1 (esto era ambiguo, ya que existían otros cinco asteroides numerados similares —(5322) 1986 QB1, (7026) 1993 QB1, (31114) 1997 QB1, (36447) 2000 QB1, y (52468) 1995 QB1— además de un gran número de otros asteroides sin nombre definitivo).
Finalmente, el asteroide recibió el nombre definitivo (15760) Albion, que, en la mitología de la creación de William Blake (1757-1827), es el hombre primordial que habita en una isla.
Los siguientes tres cubewanos fueron (15807) 1994 GV9, (16684) 1994 JQ1, (19255) 1994 VK8.